# Chicago Film Critics Association Awards 2012
25. ročník předávání cen asociace Chicago Film Critics Association se konal dne 17. prosince 2012.

## Vítězové a nominovaní

### Nejlepší film
30 minut po půlnoci
- Argo
- Divoká stvoření jižních krajin
- Lincoln
- Mistr

### Nejlepší režisér
Kathryn Bigelow – 30 minut po půlnoci
- Ben Affleck – Argo
- Steven Spielberg – Lincoln
- Benh Zeitlin – Divoká stvoření jižních krajin
- Paul Thomas Anderson – Mistr

### Nejlepší adaptovaný scénář
Lincoln – Tony Kushner
- Argo – Chris Terrio
- Terapie láskou – David O. Russell
- Charlieho malá tajemství – Stephen Chbosky
- Divoká stvoření jižních krajin – Lucy Alibar a Benh Zeitlin

### Nejlepší původní scénář
30 minut po půlnoci – Mark Boal
- Looper – Rian Johnson
- Nespoutaný Django – Quentin Tarantino
- Mistr – Paul Thomas Anderson
- Až vyjde měsíc – Wes Anderson a Roman Coppola

### Nejlepší herec v hlavní roli
Daniel Day-Lewis – Lincoln
- John Hawkes – Sezení
- Denzel Washington – Let
- Joaquin Phoenix – Mistr
- Denis Lavant – Holy Motors

### Nejlepší herečka v hlavní roli
Jessica Chastainová – 30 minut po půlnoci
- Emmanuelle Riva – Láska
- Jennifer Lawrenceová – Terapie láskou
- Naomi Wattsová – Nic nás nerozdělí
- Quvenzhane Wallis – Divoká stvoření jižních krajin
- Helen Hunt – Sezení

### Nejlepší herec ve vedlejší roli
Philip Seymour Hoffman – Mistr
- Jason Clarke – 30 minut po půlnoci
- Dwight Henry – Divoká stvoření jižních krajin
- Leonardo DiCaprio – Nespoutaný Django
- Tommy Lee Jones – Lincoln

### Nejlepší herečka ve vedlejší roli
Amy Adams – Mistr
- Judi Dench – Skyfall
- Emily Bluntová – Looper
- Sally Fieldová – Lincoln
- Anne Hathawayová – Bídníci

### Nejlepší dokument
Neviditelná válka
- West of Memphis
- Královna Versailles z Las Vegas
- The Central Park Five
- Pátrání po Suger Manovi

### Nejlepší animovaný film
Norman a duchové
- Rebelka
- Raubíř Ralf
- Frankenweenie: Domácí mazlíček
- Arrietty ze světa půjčovníčků

### Nejlepší výprava
Až vyjde měsíc
- Anna Karenina
- Bídníci
- Lincoln
- Mistr

### Nejlepší kamera
Mihai Mălaimare Jr. – Mistr
- Claudio Miranda – Pí a jeho život
- Janusz Kamiński – Lincoln
- Roger Deakins – Skyfall
- Greig Fraser – 30 minut po půlnoci

### Nejlepší střih
William Goldenberg a Dylan Tichenor – 30 minut po půlnoci
- William Goldenberg – Argo
- Alexander Berner a Claus Wehlisch – Atlas mraků
- Leslie Jones a Peter McNulty – Mistr
- Stuart Baird – Skyfall

### Nejlepší skladatel
Jonny Greenwood – Místr
- Alexandre Desplat – Argo
- Alexandre Desplat – 30 minut po půlnoci
- Alexandre Desplat – Až vyjde měsíc
- Dan Romer a Benh Zeitlin – Divoká stvoření jižních krajin

### Nejlepší cizojazyčný film
Láska (Francie)
- Holy Motors (Francie/Německo)
- Nedoknutelní (Francie)
- Tenkrát v Anatolii (Turecko/Bosna a Hercegovina)
- Na dřeň (Francie/Belgie)